# Гришин, Анатолий Васильевич
Анатолий Васильевич Гри́шин (3 июня 1932, Владимирская область — 20 июня 2013,  Владимир, РСФСР, СССР) — советский государственный и хозяйственный деятель.

## Биография
Анатолий Васильевич Гришин  родился 3 июня 1932 года в деревне Липна Петушинского района.
С 1941 по 1948 год работал в колхозе «Знамя Октября» в Липне. В 1952 году окончил Владимирский энергомеханический техникум и был направлен в город Серпухов Московской области, где работал на механическом заводе «10 Октября».
Служил в Советской армии в ГСВГ. После трех лет службы  вернулся на родной завод, где прошёл путь от мастера моторного цеха до директора. В его трудовой биографии также значатся  общественно значимые должности —  начальник цеха, председатель профкома, секретарь парткома, главный инженер завода.
В 1964 году окончил вечернее отделение Владимирского политехнического института. В 1978-м был назначен генеральным директором завода. В 1993-м избран генеральным директором и председателем совета директоров ОАО «ВТЗ». С 1994 года — на пенсии. В 2002—2003 был советником генерального директора «ВТЗ».
Депутат Верховного Совета СССР.
Скончался 20 июня на 81 году жизни. Похоронен в г. Владимире.

## Награды
- ордена Ленина.
- ордена Ленина.
- орден Октябрьской революции.
- орден Трудового Красного Знамени.
- орден «Знак Почёта».
- орден Дружбы народов.
- Государственная премия СССР
- Заслуженный машиностроитель РСФСР